# Андреев, Яков Андреевич
Андреев Яков Андреевич (28 октября 1888, Апанасово-Темяши, Тетюшский уезд — 10 апреля 1975, Чебоксары, РСФСР, СССР) — советский партийный деятель. Второй секретарь Чувашского обкома ВКП(б) (1932—1937).
В 1937 году репрессирован по делу «чувашской буржуазно-националистической организации».

## Биография
Национальность: русский. Окончил Хорновар-Шигалинскую второклассную учительскую школу (1905). В 1909 при Казанской учительской семинарии выдержал экзамены на звание учителя начального училища.
В 1905-14 работал в качестве помощника учителя в Новобайбатыревской начальной школе, затем учительствовал в Перми. С началом Первой мировой войны призван в царскую армию. После Февральской революции солдаты избрали его в полковой комитет и послали своим представителем в Ямбургский Совет рабочих и солдатских депутатов.
С победой Октябрьской революции, демобилизовавшись из армии, вернулся на Родину, занимался политпросвещением взрослых.
Участвовал в Гражданской войне, затем работал в партийных и советских органах в советской Татарии. В 1927 переведён на партработу в Чувашскую АССР: был инструктором обкома партии, затем выдвинут на пост секретаря Чебоксарского горкома ВКП(б).
В 1929 избран ответственным секретарём партколлегии Чувашской областной контрольной комиссии. В последующие годы заведовал орготделом обкома партии. В 1932-37 — второй секретарь Чувашского обкома ВКП(б).
В ноябре 1937 обвинён в насаждении на руководящие должности «врагов народа» и исключён из состава обкома партии. 
В 1938 году работал заведующим конзавода в Ядринском районе.  27 августа 1938 г. арестован.  Адрес на моент ареста указан, как ЧАССР, г. Чебоксары, ул. Ленинградская, д. 17, кв. 5. Обвинение: Занимался контрреволюционной деятельностью. Осуждение: 19 ноября 1939 г. военным трибуналом ПриВО (Статья: 19 УК РСФСР, ст.58 п.7 УК РСФСР, ст.58 п.8 УК РСФСР, ст.58 п.10 УК РСФСР, ст.58 п.11 УК РСФСР). Приговор: «подвергнуть высшей мере уголовного наказания — расстрелять».
Определением Военной коллегии Верхсуда СССР от 20.05.1940 г.: «Приговор суда отменить и дело возвратить на новое рассмотрение.» Военным Трибуналом ПРИВО от 13.02.1941 г.: «подвергнуть тюремному заключению сроком на 10 лет, с поражением политических прав на 5 лет. По ст.19, 58-8, 58-7 УК РСФСР оправдать. Начальным сроком исчисления наказания считать с 27 августа 1938 г.» Определением Военной коллегии Верхсуда СССР от 13.05.1941 г. «приговор суда оставить в силе».
Дата реабилитации: 8 апреля 1955 г. Пленумом Верхсуда ЧАССР; основания реабилитации: «Приговор Военного Трибунала ПРИВО и Определение Военной коллегии Верхсуда СССР в отношении Андреева Я. А. отменить и уголовное дело о нем на основании п.5 ст.4 УПК РСФСР производством прекратить за отсутствием в его действиях состава преступления».

## Награды
Награждён орденом Трудового Красного Знамени.